# Hawayo Takata
Hawayo Takata (n. 24 decembrie 1900, Hanamaulu⁠(d), Comitatul Kauai, Hawaii, SUA – d. 11 decembrie 1980) a fost o femeie japoneză-americană, care a contribuit la introducerea practicii spirituale a Reiki în lumea occidentală.

## Biografie
Takata a fost instruită în Reiki de Chujiro Hayashi în Tokyo, Japonia și a devenit maestru practicant până în 1940. Hayashi a învățat de la Mikao Usui, primul profesor de Reiki, la începutul anilor 1900. Identificarea descendenței antrenamentului este comună printre practicanții Reiki. În cadrul tradiției, Takata este cunoscută uneori sub numele de Marele Maestru Reiki, profesor Hawayo Takata.